# Diffúziós tenzor képalkotás
A diffúziós tenzor képalkotás (DTI) egy mágneses rezonancia képalkotó eljárás (MRI). A mágneses rezonancia technikákban a diffúziós képalkotás már az 1980-as évek közepe óta létezik. Ezzel a módszerrel lehetővé válik az agy vízmolekuláinak és azok környezetének a mikroszkopikus szinten történő tanulmányozása.

## A molekuláris diffúzió
A molekuláris diffúzió a molekulák véletlenszerű transzlációs helyváltoztatására utal, amelyet Brown-mozgásnak is hívnak. Ez a mozgás Robert Brown skót botanikus nevéhez köthető, aki 1928-ban nyilvánosságra hozta mikroszkópos megfigyelését a virágporszemcsék vízben való random mozgásáról. A molekuláris diffúzió tulajdonképpen a vízmolekulák hőmérséklet-vezérelt véletlenszerű helyváltoztatásán alapszik, mely fizikai folyamatot, nagyon jól illusztrálta Albert Einstein. Az Eisten-féle egyenletből (r²=6Dt) kiindulva, az r² a molekulák átlagosan megtett útjának a négyzetére, a D a diffúziós állandóra, t pedig a szétterjedés idejére vonatkozik. A diffúziós állandó (D) különböző tényezőktől, a molekulák méretétől, valamint a közeg hőmérsékletétől és természetétől (viszkozitástól) függ. A vízmolekulák egy jellegzetes szétterjedési idő alatt (50-100 ms) körülbelül 10-15 µm-es utat járnak be, mely során különböző szövet összetevőkkel (sejtmembránok, rostok, makromolekulák) alakítanak ki kölcsönhatást. A rövid diffúziós idő a lokális belső viszkozitást, míg a hosszabb a gátlások érvényesülésének a hatásait tükrözi.
A diffúzió egy háromdimenziós folyamat. A víz szétterjedését az egyes irányokban eltérő struktúrák - mint például a myelin-hüvely - gátolják. A vízmolekulák így csak az axonok mentén képesek mozogni. A víz diffúziója tehát anizotropikus, amit a múlt század vége felé a központi idegrendszer fehérállományában már azonosítottak. Mindezek alapján feltételezhető, hogy a diffúziós anizotrópia az idegrostok irányát jelezheti. Ezt a jelenséget kihasználva lett megalkotva a diffúziós tenzor (DT), ami egy olyan fogalom, ami egy matematikai képletnek felel meg. Ez a forma lehetővé teszi egy tulajdonságnak, vagyis a diffúziónak a leírását egy koordináta-rendszer tengelyeinek, vagyis a tér eltérő irányainak megfelelően. A gyakorlatban ez úgy néz ki, hogy egy adott voxelben (egy bizonyos agy képrészlete) van-e olyan preferált irány, amelyben a diffúziós mozgás jelentősen akadálymentesebb, mint a többi irányban. A diffúziós tenzor adatok feldolgozásával pedig meghatározhatóvá válik a frakcionális anizotrópia (FA). A frakcionális anizotrópiával a víz diffúziós profilja jellemezhető. A frakcionális anizotrópia értéke 0 és 1 között változhat, ennek megfelelően a víz diffúziós profilja lehet tökéletesen izotropikus, gömb profilú, és végtelenül anizotropikus, henger profilú.

### A diffundálóképesség és az anizotrópia mérései
Erwin Hahn az MR kísérlet folytán megállapította, hogy a vízmolekulák nukleáris jelét a T1 és T2 időkön kívül a molekulák saját véletlenszerű mozgása, és a mágneses tér inhomogenitása miatt bekövetkező jelvesztés is meghatározza. Így derült ki, hogy a diffúzió az MR-ben is detektálható változásokat idéz elő. Egy proton minél hosszabban haladhat szabadon, annál több energiától fog megszabadulni, s így annál nagyobb lesz a jelvesztés.
A diffúziós mérések diffúziósúlyozottságát a b-érték definiálja. Klinikai körülmények mellett ez általában 800-1500 s/mm² között van.
A látszólagos diffúziós koefficiens (ADC) a klinikai gyakorlatban 1986-ban jelent meg Denis Le Bihan munkái révén. Az elnevezés arra utal, hogy a víz diffuzivitása az állandó, csak annak függvényében változik meg látszólag, hogy hol mérjük, pl.: az intracelluláris vs. extracelluláris térben, vagy a szürke vs. fehérállományban, avagy az intracranialis idegen szövetben. Az intra- és extracelluláris tér közötti diffúziós különbséget az okozza, hogy a protonok szabad diffúziós helyváltoztatását a külső térben a környezetükben elhelyezkedő sejtek, axonok és a mielin-hüvely membránjai gátolják, míg a belső térben a sejtszervecskék membránjai ennél is több akadályt nyújtanak. Diffúziós szabadság csak a liquorterekben valósulhat meg. A fehérállományban a pályarendszerek miatt még több diffúziós különbség, vagyis anizotrópia adódik. Mindezek alapján tehát elmondható az, hogy az előbb említett agyrészleteknél egészséges körülmények között is megjelennek a diffúziós különbségek. Patológiás esetekben pedig még egy diffúziós különbség is lehetséges, ugyanis a daganatok, és más idegen szövetek sejtsűrűsége megváltoztathatja a diffúziót.
Fontos kérdés azonban az, hogy a diffúziós mérés során hogyan válik mindez detektálhatóvá? Az alapméréshez, ami kevesebb, mint egy perc alatt kivitelezhető, egy T2-súlyozott-, és a tér három, egymásra merőleges irányában használt diffúziókódoló grádienssel készült mérés szükséges. A fehérállomány normális diffúziós különbségének a kizárására a készülékek trace-képeket alkotnak meg, melyeket 3 diffúziós alapkép átlagolásával automatikusan hoznak létre. Kóros körülmények mellett azonban az előbbi képek (alap és trace) értékelését a T2 shine through-nak nevezett jelenség zavarhatja, melynek megakadályozására az ADC érték matematikai értelmezését, majd az egyes voxelek ADC értékének képi ábrázolásait használják. Az ADC képek két nagyon jelentős értékkel bírnak, az egyik az, hogy a T2 shine through jelenség nem akadályozza a diagnosztikai értékelését, a másik pedig az, hogy kvantifikálható. Az utóbbi révén az elváltozások patológiás diffúziója számadatokkal is jellemezhető és összehasonlítható egymással. A kóros elváltozásokra azonban a trace-kép az érzékenyebb.

## Diffúziós tenzor képalkotás
A diffúziós tenzor mérés esetében a diffúziókódoló gradiensek az eredeti diffúziós mérés három iránya helyett legalább 6, de nagy térerejű készülékekkel akár 32 irányban is felhasználhatóak. A diffúziós tenzor mérés már kicsit több időt, 4-5 percet igényel.

### Rostkövetés
A diffúziós tenzor képalkotáson alapuló, és a klinikai gyakorlatban egyre szélesebb körben alkalmazott technika a rostkövetés (fiber tracking-FT). A rostkövetés alkalmas az egyes idegpályáknak a kirajzolására a diffúziós tenzoroknak a követésével. Ez az eljárás azért is rendkívül hasznos, mert önmagában is képes lehet a különböző pályák például sérülés okozta károsodásának vagy egyéb eltéréseinek a kórmeghatározására (pl. szkizofréniában, sclerosis multiplexnél, diszlexiában stb.).

### A diffúziós tenzor képalkotás alkalmazási területe
A diffúziós tenzor képalkotásnak óriási jelentősége van az idegtudományban és a klinikumban. Ez egy olyan agyi képalkotó eljárás, amely tájékoztatást tud adni a károsodás mértékéről és a felépülés esélyéről is. Továbbá alkalmas a különösen fontos betegségek, mint például az akut ischaemia, az agyi gyulladásos folyamatok vagy a daganatok és ciszták felismerésére, illetve a differenciálására.
- Akut ischaemia

Akkor beszélhetünk ischaemiáról, ha egy adott agyterületnek a vérellátása az elfogadható 20% alá esik. Ilyenkor az ATP-szint hirtelen lecsökken, a Na-K pumpa, ami a sejtek megfelelő folyadék-, valamint elektrolit háztartását szabályozza, leáll, s víz áramlik a  sejtekbe, melynek révén kialakul a citotoxikus ödéma. Azon az agyterületen, ahol az ödéma helyezkedik el, az intra-, és az extracelluláris tér aránya eltolódik az intracelluláris felé, s ennek következtében csökken az érintett terület átlagos diffuzivitása.
- Agyi gyulladásos folyamatok

A tradicionális MR-képalkotás alapvető  problémájának számított annak eldöntése, hogy vajon tumornak vagy abscessusnak tekinthető-e (gennyel telt tasak) a körülzárt, ödémával övezett, a szélén kontrasztanyagot felhalmozó és centrálisan folyadékot tartalmazó agyi elváltozás. Ez a kérdés többnyire megválaszolható a diffúzióval, mivel a nekrotikus vagy cisztás tumorok folyadéktartalma leginkább liquorral megegyező összetételű, az abscessusban viszont sűrű genny található, így ennek megfelelően az előbbi a liquor-terekhez hasonló, míg az utóbbiban diffúziós gátlás figyelhető meg.
A diffúzió a Creutzfeld-Jakob-kór kezdetét jellemző törzsdúci és cortikális citotoxikus ödémát is már nagyon hamar mutatja.
A DTI a sclerosis multiplex és az akut disszeminált encephalomyelitist is segíti egymástól elkülöníteni, mert az előbbiben a normálisnak tűnő fehérállomány is érintett, míg az utóbbiban normális diffuzivitású.
- Daganatok, ciszták

A DTI egy extracerebralis képletről is segít eldönteni, hogy minek felel meg. Egy liquor-tér variációnak, arachnoidealis cystának avagy epidermoid tumornak. Epidermoid tumor esetén diffúziós gátlást, míg az arachnoidealis cysta liquorral azonos diffuzivitást mutat. A diffúziós tenzor képalkotás azonban nem csak az extra-, hanem az intracerebralis tumorok differenciálására is alkalmas.

### A diffúziós tenzor képalkotás előnyei és hátrányai
A diffúziós képalkotás minden modern MR készüléken elérhető. Az eljárás viszonylag rövid, számos, és gyakran előforduló agyi megbetegedésben ad jelentős és megkérdőjelezhetetlen segítséget mind a diagnosztikában és a differenciáldiagnosztikában. Ezzel a módszerrel lehetővé válik a különböző elváltozások műtéti beavatkozásának a megtervezése, ugyanis pontos információ állhat rendelkezésre arról, hogy az elváltozás mennyire van közel a kiemelt fontosságú pályákhoz. A DTI ugyanakkor számos technikai problémával bír, melyek megoldásán jelenleg is dolgoznak.[forrás?]

## Fordítás
- Ez a szócikk részben vagy egészben  a   Diffusion_tensor_imaging című angol Wikipédia-szócikk fordításán alapul.  Az eredeti cikk szerkesztőit annak laptörténete sorolja fel. Ez a jelzés csupán a megfogalmazás eredetét és a szerzői jogokat jelzi, nem szolgál a cikkben szereplő információk forrásmegjelöléseként.